# Euxoa colla
Euxoa colla là một loài bướm đêm trong họ Noctuidae.